# 759
759 (DCCLIX) fue un año común comenzado en lunes del calendario juliano, en vigor en aquella fecha.

## Acontecimientos
- 10 de abril: Rebelión de An Lushan – Shi Shiming asesina al Emperador An Qingshu, hijo de An Lushan, y se convierte en el líder de la revuelta en contra de los Tang.
- 24 de abril: En San Miguel de Pedroso (actual España), se da un convento femenino de 28 monjas con su presbítero. La constitución del Monasterio Femenino de San Miguel de Pedroso se hace a cargo de la Abadesa Nonna Bella.
- Batalla del Paso Rishki entre el Imperio Romano Oriental y el Primer Imperio Búlgaro.
- Fin del Sitio de Narbona. Los francos de Pipino el Breve derrotan al Califato Omeya, deteniendo la expansión musulmana en la península ibérica.

## Arte y literatura
- En Japón, se publica el poemario Man'yōshū.
- En Japón, se completa el templo budista de Tōshōdai-ji.

## Fallecimientos
- Oswulf, rey anglosajón de Northumbria.